# Eugen Bodart
Eugen Bodart (* 8. Oktober 1905 in Kassel; † 13. Oktober 1981 in Fürstenfeldbruck) war ein deutscher Dirigent und Komponist.

## Leben
Bodart erhielt in seiner Schulzeit Privatunterricht in Musiktheorie, Klavier, Orgel, Flöte und Bratsche und gründete bereits in dieser Zeit ein eigenes Orchester. Von 1922 bis 1925 studierte er als Stipendiat am Leipziger Konservatorium. Danach besuchte er eine Meisterklasse bei Hans Pfitzner. Außerdem war er Schüler von Emil Nikolaus von Reznicek. Von 1926 bis 1929 war er musikalischer und literarischer Leiter beim Südwestrundfunk Frankfurt-Kassel in Kassel. Bodart trat zum 1. August 1932 der NSDAP bei (Mitgliedsnummer 1.262.476).
Ab 1933 war Bodart 2. Kapellmeister und Korrepetitor am Nationaltheater Weimar. Von 1935 bis 1939 war er Kapellmeister in Köln, danach bis 1943 Generalmusikdirektor und Intendant in Altenburg. Danach war er als Nachfolger von Karl Elmendorff Generalmusikdirektor des Nationaltheaters Mannheim bis zu dessen kriegsbedingter Schließung.
Nach dem Krieg lebte Bodart als freischaffender Komponist und Dirigent. 1952 gründete er das Kurpfälzische Kammerorchester, für das er zahlreiche Werke der Mannheimer Schule rekonstruierte. Außerdem komponierte er etwa 90 eigene Werke, darunter vier Opern, Orchesterwerke, Kammermusik und Klavierwerke. Von 1956 bis 1958 war er Generalmusikdirektor in Kaiserslautern.
Bodart war verheiratet mit der Sopranistin Grete Welz (* 1904, † 1961).

## Werke
- Hirtenlegende, Das Spiel von Geburt Christi in 3 Akten nach Lope de Vega, 1930
- Spanische Nacht, Oper, 1937
- Kleine Serenade, 1937
- Der leichtsinnige Herr Bandolin, Oper, 1940
- Sarabande, komische Oper, 1941
- Fünf Improvisationen für Klavier, 1944
- Fünf Intermezzi für Klavier, 1944
- Zehn Miniaturen für kleines Orchester, 1945
- Fünf Lieder für hohe Stimme und Klavier oder Streichorchester, 1945
- Sieben Impressionen vom Bodensee „Der liebe Augustin“, 1946
- Variationen über ein Thema von Franz Schubert, 1946
- Kleiner Irrtum, Oper, 1949
- Variationen über ein Thema von E.T.A. Hoffmann, 1949
- Arabesken um eine Ballade von Johann André, 1951
- Prinzessin Brambilla, Ouvertüre für Orchester, 1952
- Mosella Giocosa, Scherzo für Orchester, 1955
- Sechs Caprichos für Klavier, 1955
- Tanzweisen in drei Sätzen, 1959
- Goldoni-Ouvertüre, 1959
- Heiterer Prolog, 1962
- Frühe Stunde, 1965
- Hymnus für Streichorchester
- Tessiner Impression
- Bukolische Landschaft, Fantasie für großes Orchester
- Baskisches Finale